# Розовый лишай
Ро́зовый лиша́й, или розовый лишай Жибера (лат. Pityriasis rosea), — инфекционно-аллергическое заболевание кожи, характеризующееся пятнистыми высыпаниями. Среднее время течения болезни — от 4 до 6 недель, в редких случаях — до полугода.
Существует мнение, что данная инфекция заразна, но это суждение ошибочно. Заболевают розовым лишаём люди в основном от 10 до 55 лет; развитию болезни благоприятствует простуда и снижение иммунитета.

## Течение болезни
Лишай розовый — заболевание кожи из группы инфекционных эритем.

### Этиология, патогенез
Возбудитель розового лишая точно не известен (есть предположение, что это может быть любое повреждение внешнего покрова кожи). Есть мнение, что розовый лишай вызывается герпесвирусом 7 типа и, реже, 6 типа, о чём свидетельствуют факты их выявления в активной форме во время ранней стадии заболевания. Наиболее распространённое мнение, что заболевание часто появляется после перенесённых простудных инфекций. Вспышки заболевания отмечаются у людей обоих полов в возрасте от 10 до 55 лет, чаще всего весной и осенью, в то время, когда иммунитет ослаблен. Характерны цикличность и безрецидивность, видимо, обусловленные развитием иммунитета.

### Клиническая картина
Болезнь начинается (обычно на фоне или вскоре после простудного заболевания) с появления на коже туловища единичной папулы розового цвета диаметром 2 см и более (так называемая материнская бляшка), центральная часть которого постепенно приобретает желтоватый оттенок, как бы сморщивается и начинает слегка шелушиться. Обычно через несколько дней после появления материнской бляшки на коже туловища и конечностей возникают множественные мелкие овальные розовые пятна диаметром 0,5—1 см, расположенные по линиям Лангера. Постепенно в центре пятен выявляются едва заметные сухие складчатые чешуйки, а по периферии — свободная от чешуек края кайма.

## Лечение
Заболевание обычно проходит самостоятельно. В период начала вторичных высыпаний не рекомендовано трение и давление элементов, чтобы избежать появления раздраженной формы розового лишая. Для лечения применяют линимент цинковый, нанося его на кожу (на всю поверхность тела, либо точечно на высыпания) 2 раза в день. На первой неделе нельзя купаться, так как это приводит к распространению лишая по всей поверхности тела. Применяют УФО по 10—15 секунд, пять — семь процедур.
При сильном зуде назначаются антигистаминные препараты, местно — низкосильные кортикостероиды (гидрокортизон) и рецептурные противозудные смеси. Также принимают витамин С. Длительность лечения составляет три — четыре недели.